# Ткаченко, Валерия Игоревна
Валерия Игоревна Ткаченко (род. 9 февраля 1995, Волгоград, Россия) — (род. 9 февраля 1995, Волгоград) — российская гимнастка. Мастер спорта России международного класса по художественной гимнастике.Чемпионка Европы среди юниоров (2010).
Многократная чемпионка Кубка мира, чемпионка Всемирной Гимназиады, многократная чемпионка Чемпионата России по художественной гимнастике.
Первым тренером спортсменки была Татьяна Сорокина. Тренировалась на олимпийской базе Новогорск, где её тренером являлись Ирина Александровна Винер-Усманова и Вера Николаевна Шаталина. Она одна из немногих спортсменок, которые возвратились к соревнованиям после серьезной травмы (было повреждение позвоночника и восстановительный период 7 месяцев).

## Достижения
- Трехкратная чемпионка Европы
- Чемпионка в Монреале, Кубок мира (Канада)
- Чемпионка в Портимао, Кубок мира (Португалия)
- Чемпионка в Тие, Кубок мира (Франция)
- Чемпионка Всемирной Гимназиады (Катар)